# Thumbs
Thumbs è un singolo della cantante statunitense Sabrina Carpenter, il secondo estratto dal secondo album in studio Evolution e pubblicato il 3 gennaio 2017.

## Descrizione
La canzone è stata scritta da Steve Mac e Priscilla Renea. È l'unica canzone dell'album in cui la Carpenter non ha contribuito alla scrittura.

## Video musicale
Il video, che è stato diretto da Hayley Young, è stato pubblicato su YouTube il 10 febbraio 2017. Il video è ambientato in una metropolitana ed è stato girato in un solo scatto. Il video musicale mostra la Carpenter che canta la canzone accompagnata da diverse persone all'interno della metro, che svolgono le loro attività quotidiane. Quando si stava elaborando l'idea del video, la Carpenter ha subito pensato alla metropolitana, perché è lì dove si incontrano persone diverse.

## Esibizioni dal vivo
La prima volta che la Carpenter si è esibita con questa canzone, è stata all'Honda Stage degli iHeart Radio Theather a Los Angeles, il 25 agosto 2016. La cantante si è poi esibita al Today Show il 22 novembre 2016. Il 17 aprile 2017 si è esibita al The Late Late Show with James Corden e il 29 aprile ai Radio Disney Music Awards.

## Classifiche
| Classifica (2017) | Posizione massima |
| ----------------- | ----------------- |
| Australia         | 173               |
| Belgio (Vallonia) | 48                |
| Repubblica Ceca   | 63                |
| Finlandia         | 26                |
| Norvegia          | 19                |
| Slovacchia        | 62                |
| Stati Uniti       | 101               |
| Stati Uniti (Pop) | 28                |